# Muraszentkereszt
Muraszentkereszt (horvátul: Križovec) falu Horvátországban, Muraköz megyében. Közigazgatásilag Muraszerdahely községhez tartozik.

## Fekvése
Csáktornyától 14 km-re északra, községközpontjától Muraszerdahelytől 5 km-re délkeletre a Mura jobb partján  fekszik.

## Története
A helyi hagyomány szerint a település egy, a Zrínyiek korában itt felállított keresztről kapta volna a nevét. Az elnevezés azonban ennél sokkal régebbi. Muraszentkeresztet 1458-ban "Crisichkor" alakban említik először. 1490-ben "Krissenkoch", illetve "Krisseskwth", 1496-ban "Crisanczy", 1505-ben "Krysewczy" néven szerepel a korabeli forrásokban. A csáktornyai uradalomhoz tartozott.
Az uradalommal együtt 1456-ig a Cillei család birtoka volt. Ezután a Cilleiek többi birtokával együtt Vitovec János horvát bán szerezte meg,  de örökösei elveszítették. Hunyadi Mátyás Ernuszt János budai nagykereskedőnek és bankárnak adományozta, aki megkapta a horvát báni címet is. 1540-ben a csáktornyai Ernusztok kihalása után az uradalom rövid ideig a Keglevich családé, majd 1546-ban I. Ferdinánd király adományából a Zrínyieké lett. 
Miután Zrínyi Pétert 1671-ben felségárulás vádjával halálra ítélték és kivégezték minden birtokát elkobozták, így a birtok a kincstáré lett.  1715-ben III. Károly a Muraközzel együtt gróf Csikulin Jánosnak adta zálogba, de a király 1719-ben szolgálatai jutalmául elajándékozta Althan Mihály János cseh nemesnek. 1791-ben gróf Festetics György vásárolta meg és ezután 132 évig a tolnai Festeticsek birtoka volt.
Vályi András szerint " KRISOVECZ. Horvát falu Szala Várm. földes Ura G. Álthán Uraság, lakosai katolikusok, fekszik Vratisaneczhez nem meszsze, és annak filiája, határja közép termékenységű, réttye, legelője meg lehetős."
1910-ben 1663, többségben horvát lakosa volt, jelentős magyar kisebbséggel. A trianoni békeszerződésig Zala vármegye Csáktornyai járásához tartozott. . 1941 és 1944 között ismét Magyarország része volt.
2001-ben 700 lakosa volt.

## Nevezetességei
A Szent Kereszt tiszteletére szentelt kápolnája 1846-ban épült.